# 吸血鬼ハンターD
『吸血鬼ハンター“D”』（バンパイアハンター・ディー、英語: Vampire Hunter D）は、菊地秀行による日本のライトノベル。ソノラマ文庫→朝日文庫（朝日ソノラマ→朝日新聞出版）にて1983年1月から刊行されている。
本シリーズは、吸血鬼との混血児（ダンピール）である“D”が吸血鬼ハンターとして活動をする様子が描かれている。ゴシックホラーとウェスタンとホラーアクションとSFファンタジーを結合した独自の世界観、そして「滅びつつもなお強大で、時に偉大でもある『闇の貴族』としての吸血鬼」、「『貴族』より強く、怪物より異形のハンターたち」、「決して純真無垢ではなく、時に『貴族』以上に残虐非道になる一般大衆」などのモチーフは、多くの後発作品に影響を与えた。
本シリーズはOVA化、アニメ映画化、テレビゲーム化、漫画化もされた。また2000年公開のアニメ映画『バンパイアハンターD』（原題：Vampire Hunter D: Bloodlust）が契機となり、現在は海外で翻訳出版もされている。2008年9月時点で全世界累計部数は1700万部を突破している。
また、外伝として貴族側の視点から描いた 『吸血鬼ハンター/アナザー 貴族グレイランサー』や、ダンピール集団を追う少女を描いた『ダンピール狩り 吸血鬼ハンター外伝』などがある。

## あらすじ
遥か未来、人類は「貴族」と称する吸血鬼達により支配され、彼らの「食料源＝家畜」として隷属させられていた。
その不死性と超能力、強大な科学力ゆえ永遠に続くかに思えた「貴族」の繁栄だったが、いつしか種族的衰退と精神的退廃に陥った彼らは、絶対的な支配者の座から降りようとしていた。しかし、反旗を翻した人類から都を追われ、狩られる立場になってなお、「貴族」が持つ数々の超絶的な力は健在であり、人々を脅かす。さらに、「貴族」達が生み出した、大蜘蛛、大巨獣、狼男など伝説を模した超常の生物により、地球の環境は人類が生きる上で過酷なものとなっていた。
その怪物どもを「狩る」技術の発達と、「狩り」の技の専門家である「ハンター」の出現は必然であった。だが怪物どもを超える力と技を持ち、気分次第でその力を人々にも向ける「ハンター」は、人々にとっては怪物以上の脅威でもあり、心から受け入れられるとは限らなかった。そしてその人々もまた純真無垢ではなく、互いにいがみ合い、争った。そして悲惨なことに、常に人々の猜疑心と敵対心を向けられて排斥されるのは、「貴族」に直接傷つけられた被害者たちだった。
「ハンター」の中でも、ずば抜けた力と技を用いて「貴族」を狩る者たちは、「吸血鬼ハンター」と呼ばれ、種々の「ハンター」の頂点に立ち、法外な報酬を受けていた。
旅人帽（トラベラーズハット）を被り、背中には長い刀を背負い、胸元に青いペンダントをさげた黒衣の美青年“D”。彼は、左手に妖力を持つ人面疽を宿した凄腕の吸血鬼ハンターであり、「貴族」の大王「神祖」と人間との間に生まれた混血児「ダンピール」でもあり、そして「貴族」と人間の融合を企てた「神祖」が、幾多の失敗と悲劇を生み出しながらもいまなお行い続けている「実験」の唯一の成功例でもあった。「貴族」と人間双方の業を負った“D”の、孤独な激闘の旅は続く。

## 登場キャラクター
“D”
本作の主人公。吸血鬼ハンターを生業とし、サイボーグ馬に跨り、旅をする凄腕の剣術使い。
冷静沈着にして動じる事はおよそなく、何処までもストイックな性格だが決して冷酷無比で無感情という訳ではない。
人面疽
Dの左手の掌に寄生する人面疽。土を食い、水を飲み、風や炎を吸い込む事で四大元素を自在に操り、Dのサポートをこなす。また、非常時には単独で行動することも可能。
目鼻口を備えており、口が軽く皮肉屋。無口なDの代弁者をつとめるが、口が過ぎる時はDに握りつぶされる事もしばしば。

## 既刊一覧

### 小説

#### 本編
- 菊地秀行（著） / 天野喜孝（イラスト）、朝日ソノラマ→朝日新聞出版〈ソノラマ文庫→朝日文庫〉、既刊56巻（2025年1月8日現在）
  1. 『吸血鬼ハンター“D”』1983年1月31日第1刷発行、ISBN 4-257-76225-X
    - 「単行本」1992年10月15日第1刷発行、ISBN 4-257-79001-6
    - 「朝日文庫版」2007年12月10日発売[10]、ISBN 978-4-02-265500-4

  2. 『吸血鬼ハンター 風立ちて“D”』1984年5月10日第1刷発行、ISBN 4-257-76274-8
    - 「単行本」1992年10月15日第1刷発行、ISBN 4-257-79002-4
    - 「朝日文庫版」2007年12月10日発売[11]、ISBN 978-4-02-265501-1

  3. 『吸血鬼ハンター D-妖殺行』1985年7月初版発行、ISBN 4-257-76310-8
    - 「単行本」1992年10月31日第1刷発行、ISBN 4-257-79003-2
    - 「朝日文庫版」2007年12月10日発売[12]、ISBN 978-4-02-265502-8

  4. 『吸血鬼ハンター D-死街譚』1986年1月初版発行、ISBN 4-257-76321-3
    - 「単行本」1992年11月30日第1刷発行、ISBN 4-257-79004-0
    - 「朝日文庫版」2007年10月1日新版第1刷発行（2008年1月7日発売[13]）、ISBN 978-4-02-265503-5

  5. 『吸血鬼ハンター 夢なりし“D”』1986年12月初版発行、ISBN 4-257-76361-2
    - 「単行本」1992年12月31日第1刷発行、ISBN 4-257-79005-9
    - 「朝日文庫版」2007年10月1日新版第1刷発行（2008年1月7日発売[14]）、ISBN 978-4-02-265504-2

  6. 『吸血鬼ハンター D-聖魔遍歴』1988年3月5日第1刷発行、ISBN 4-257-76400-7
    - 「単行本」1993年1月31日第1刷発行、ISBN 4-257-79006-7
    - 「朝日文庫版」2007年10月1日新版第1刷発行（2008年1月7日発売[15]）、ISBN 978-4-02-265505-9

  7. 『吸血鬼ハンター D-北海魔行〔上〕』1988年10月31日第1刷発行、ISBN 4-257-76433-3
    - 「単行本」1993年3月1日第1刷発行、ISBN 4-257-79007-5
    - 「朝日文庫版」2007年10月1日新版第1刷発行（2008年1月7日発売[16]）、ISBN 978-4-02-265506-6

  8. 『吸血鬼ハンター D-北海魔行〔下〕』1988年12月30日第1刷発行、ISBN 4-257-76438-4
    - 「単行本」1993年3月1日第1刷発行、ISBN 4-257-79008-3
    - 「朝日文庫版」2007年10月1日新版第1刷発行（2008年1月7日発売[17]）、ISBN 978-4-02-265507-3

  9. 『吸血鬼ハンター D-昏い夜想曲』1992年1月31日第1刷発行、ISBN 4-257-76586-0
    - 「朝日文庫版」2007年10月1日新版第1刷発行（2008年1月7日発売[18]）、ISBN 978-4-02-265508-0

  10. 『吸血鬼ハンター D-薔薇姫』1994年1月30日第1刷発行、ISBN 4-257-76641-7
    - 「朝日文庫版」2007年10月1日新版第1刷発行（2008年1月7日発売[19]）、ISBN 978-4-02-265509-7

  11. 『吸血鬼ハンター D-蒼白き堕天使 1』1994年7月30日第1刷発行、ISBN 4-257-76682-4
    - 「朝日文庫版」2007年10月1日新版第1刷発行（2008年1月7日発売[20]）、ISBN 978-4-02-265510-3

  12. 『吸血鬼ハンター D-蒼白き堕天使 2』1995年4月30日第1刷発行、ISBN 4-257-76710-3
    - 「朝日文庫版」2007年10月1日新版第1刷発行（2008年1月7日発売[21]）、ISBN 978-4-02-265511-0

  13. 『吸血鬼ハンター D-蒼白き堕天使 3』1995年11月15日第1刷発行、ISBN 4-257-76744-8
    - 「朝日文庫版」2007年10月1日新版第1刷発行（2008年1月7日発売[22]）、ISBN 978-4-02-265512-7

  14. 『吸血鬼ハンター D-蒼白き堕天使 4』1996年3月30日第1刷発行、ISBN 4-257-76774-X
    - 「朝日文庫版」2007年10月1日新版第1刷発行（2008年1月7日発売[23]）、ISBN 978-4-02-265513-4

  15. 『吸血鬼ハンター D-双影の騎士 1』1996年11月30日第1刷発行、ISBN 4-257-76792-8
    - 「朝日文庫版」2007年10月1日新版第1刷発行（2008年1月7日発売[24]）、ISBN 978-4-02-265514-1

  16. 『吸血鬼ハンター D-双影の騎士 2』1997年10月20日第1刷発行、ISBN 4-257-76818-5
    - 「朝日文庫版」2007年10月1日新版第1刷発行（2008年1月7日発売[25]）、ISBN 978-4-02-265515-8

  17. 『吸血鬼ハンター D-ダークロード 1』1999年3月31日第1刷発行、ISBN 4-257-76862-2
    - 「朝日文庫版」2007年10月1日新版第1刷発行（2008年1月7日発売[26]）、ISBN 978-4-02-265516-5

  18. 『吸血鬼ハンター D-ダークロード 2』1999年6月10日第1刷発行、ISBN 4-257-76877-0
    - 「朝日文庫版」2007年10月1日新版第1刷発行（2008年1月7日発売[27]）、ISBN 978-4-02-265517-2

  19. 『吸血鬼ハンター D-ダークロード 3』1999年9月10日第1刷発行、ISBN 4-257-76883-5
    - 「朝日文庫版」2007年10月1日新版第1刷発行（2008年1月7日発売[28]）、ISBN 978-4-02-265518-9

  20. 『吸血鬼ハンター D-邪王星団 1』2000年7月31日第1刷発行、ISBN 4-257-76909-2
    - 「朝日文庫版」2007年10月1日新版第1刷発行（2008年1月7日発売[29]）、ISBN 978-4-02-265519-6

  21. 『吸血鬼ハンター D-邪王星団 2』2000年11月30日第1刷発行、ISBN 4-257-76915-7
    - 「朝日文庫版」2007年10月1日新版第1刷発行（2008年1月7日発売[30]）、ISBN 978-4-02-265520-2

  22. 『吸血鬼ハンター D-邪王星団 3』2001年2月28日第1刷発行、ISBN 4-257-76927-0
    - 「朝日文庫版」2007年10月1日新版第1刷発行（2008年1月7日発売[31]）、ISBN 978-4-02-265521-9

  23. 『吸血鬼ハンター D-邪王星団 4』2001年4月30日第1刷発行、ISBN 4-257-76932-7
    - 「朝日文庫版」2007年10月1日新版第1刷発行（2008年1月7日発売[32]）、ISBN 978-4-02-265522-6

  24. 『吸血鬼ハンター D-邪神砦』2001年12月30日第1刷発行、ISBN 4-257-76952-1
    - 「朝日文庫版」2007年10月1日新版第1刷発行（2008年1月7日発売[33]）、ISBN 978-4-02-265523-3

  25. 『吸血鬼ハンター D-妖兵街道』2003年2月28日第1刷発行、ISBN 4-257-76994-7
    - 「朝日文庫版」2007年10月1日新版第1刷発行（2008年1月7日発売[34]）、ISBN 978-4-02-265524-0

  26. 『吸血鬼ハンター D-魔戦抄』2003年7月31日第1刷発行、ISBN 4-257-77014-7
    - 「朝日文庫版」2007年10月1日新版第1刷発行（2008年1月7日発売[35]）、ISBN 978-4-02-265525-7

  27. 『吸血鬼ハンター D-血闘譜』2004年5月31日第1刷発行、ISBN 4-257-77024-4
    - 「朝日文庫版」2007年10月1日新版第1刷発行（2008年1月7日発売[36]）、ISBN 978-4-02-265526-4

  28. 『吸血鬼ハンター D-白魔山（上）』2005年2月28日第1刷発行、ISBN 4-257-77049-X
    - 「朝日文庫版」2007年10月1日新版第1刷発行（2008年1月7日発売[37]）、ISBN 978-4-02-265527-1

  29. 『吸血鬼ハンター D-白魔山（下）』2005年7月31日第1刷発行、ISBN 4-257-77059-7
    - 「朝日文庫版」2007年10月1日新版第1刷発行（2008年1月7日発売[38]）、ISBN 978-4-02-265528-8

  30. 『吸血鬼ハンター D-狂戦士イリヤ』2007年1月31日第1刷発行、ISBN 4-257-77067-8
    - 「朝日文庫版」2007年10月1日新版第1刷発行（2008年1月7日発売[39]）、ISBN 978-4-02-265529-5

  31. 『吸血鬼ハンター D-魔道衆』2007年10月30日第1刷発行（10月5日発売[40]）、ISBN 978-4-02-265530-1
  32. 『吸血鬼ハンター D-不死者島』2008年9月30日第1刷発行（9月5日発売[41]）、ISBN 978-4-02-265531-8
  33. 『吸血鬼ハンター D-魔性馬車』2009年9月30日第1刷発行（9月18日発売[42]）、ISBN 978-4-02-265532-5
  34. 『吸血鬼ハンター D-悪夢村』2010年9月30日第1刷発行（9月17日発売[43]）、ISBN 978-4-02-265533-2
  35. 『吸血鬼ハンター D-冬の虎王』2011年8月30日第1刷発行（8月5日発売[44]）、ISBN 978-4-02-264619-4
  36. 『吸血鬼ハンター D-貴族戦線』2012年3月30日第1刷発行（同日発売[45]）、ISBN 978-4-02-264657-6
  37. 『吸血鬼ハンター D-黄金魔（上）』2012年8月31日第1刷発行（同日発売[46]）、ISBN 978-4-02-264672-9
  38. 『吸血鬼ハンター D-黄金魔（下）』2012年12月30日第1刷発行（12月7日発売[47]）、ISBN 978-4-02-264692-7
  39. 『吸血鬼ハンター D-シルビアの還る道』2013年8月7日発売[48]、ISBN 978-4-02-264712-2
  40. 『吸血鬼ハンター D-貴族祭』2014年4月8日発売[49]、ISBN 978-4-02-264736-8
  41. 『吸血鬼ハンター D-夜会煉獄』2014年11月20日発売[50]、ISBN 978-4-02-264753-5
  42. 『吸血鬼ハンター D-ひねくれた貴公子』2015年5月30日第1刷発行（5月20日発売[51]）、ISBN 978-4-02-264780-1
  43. 『吸血鬼ハンター D-美兇人』2016年2月28日第1刷発行（2月5日発売[52]）、ISBN 978-4-02-264807-5
  44. 『吸血鬼ハンター D-消えた貴族軍団』2016年11月30日第1刷発行（11月7日発売[53]）、ISBN 978-4-02-264831-0
  45. 『吸血鬼ハンター D-五人の刺客』2017年9月7日発売[54]、ISBN 978-4-02-264843-3
  46. 『吸血鬼ハンター D-呪羅鬼飛行』2018年4月30日第1刷発行（4月6日発売[55]）、ISBN 978-4-02-264884-6
  47. 『吸血鬼ハンター D-死情都市』2018年9月30日第1刷発行（9月7日発売[56]）、ISBN 978-4-02-264900-3
  48. 『吸血鬼ハンター D-黒い来訪者』2019年6月30日第1刷発行（6月7日発売[57]）、ISBN 978-4-02-264924-9
  49. 『吸血鬼ハンター D-山嶽鬼』2019年10月30日第1刷発行（10月7日発売[58]）、ISBN 978-4-02-264929-4
  50. 『吸血鬼ハンター D-闇の魔女歌』2020年7月30日第1刷発行（7月7日発売[59]）、ISBN 978-4-02-264955-3
  51. 『吸血鬼ハンター D-暗殺者の要塞』2021年2月28日第1刷発行（2月5日発売[60]）、ISBN 978-4-02-264981-2
  52. 『吸血鬼ハンター D-鬼哭旅』2021年11月30日第1刷発行（11月5日発売[61]）、ISBN 978-4-02-265015-3
  53. 『吸血鬼ハンター D-血風航路』2022年4月30日第1刷発行（4月7日発売[62]）、ISBN 978-4-02-265039-9
  54. 『吸血鬼ハンター D-暁影魔団』2023年4月10日発売[63]、ISBN 978-4-02-265091-7
  55. 『吸血鬼ハンター D-魔王谷妖闘記』2024年2月7日発売[64]、ISBN 978-4-02-265119-8
  56. 『吸血鬼ハンター D-凶の復活祭』2025年1月8日発売[65]、ISBN 978-4-02-265183-9

#### 外伝
- 菊地秀行（著） / 天野喜孝（イラスト） 『吸血鬼ハンター/アナザー 貴族グレイランサー』 朝日新聞出版〈朝日文庫〉、2011年1月30日第1刷発行（1月20日発売[7]）、ISBN 978-4-02-273960-5
  - 「文庫版」2021年5月7日発売[66]、ISBN 978-4-02-264992-8
- 菊地秀行（著） / 天野喜孝（イラスト） 『吸血鬼ハンター/アナザー 貴族グレイランサー 英傑の血』 朝日新聞出版〈朝日文庫〉、2011年11月30日第1刷発行（11月18日発売[67]）、ISBN 978-4-02-273979-7
  - 「文庫版」2021年6月7日発売[68]、ISBN 978-4-02-264998-0
- 朝川ユウキ（著） / 行徒（イラスト） / 菊地秀行（監修） 『ダンピール狩り 吸血鬼ハンター外伝』 朝日新聞出版〈朝日エアロ文庫〉、2015年2月20日発売[8]、ISBN 978-4-02-268309-0
- 菊地秀行（著） / 末弥純（イラスト） 『貴族泥棒スティール』 毎日新聞出版〈μNOVEL〉、2015年10月27日発売[69]、ISBN 978-4-620-21003-2

### 漫画
- 菊地秀行（原作） / 鷹木骰子（作画）、メディアファクトリー→KADOKAWA〈MFコミックス〉、全8巻
  1. 『バンパイアハンターD』2007年11月14日発売[70]、ISBN 978-4-8401-1970-2
  2. 『バンパイアハンターD 2 風立ちて“D”』2008年6月28日発売[71]、ISBN 978-4-8401-2240-5
  3. 『バンパイアハンターD 3 妖殺行』2009年5月26日発売[72]、ISBN 978-4-8401-2571-0
  4. 『バンパイアハンターD 4 死街譚』2009年11月21日発売[73]、ISBN 978-4-8401-2940-4
  5. 『バンパイアハンターD 5 夢なりし“D”』2010年12月22日発売[74]、ISBN 978-4-8401-3715-7
  6. 『バンパイアハンターD 6 聖魔遍歴』2012年1月23日発売[75]、ISBN 978-4-8401-4084-3
  7. 『バンパイアハンターD 7 北海魔行 上』2013年7月23日発売[76]、ISBN 978-4-8401-5079-8
  8. 『バンパイアハンターD 8 北海魔行 下』2014年9月23日発売[77]、ISBN 978-4-04-066853-6

### 関連書籍
- 『かんおけ―吸血鬼ハンターD』 朝日ソノラマ、1997年11月10日第1刷発行、ISBN 4-257-03500-5
  - 天野喜孝による挿絵イメージ画などの画集（大型本）。菊地秀行による外伝「イゾベルの肖像」も収録。
- 『吸血鬼ハンター“D”読本』 朝日ソノラマ、2001年6月初版発行、ISBN 4-257-03546-3
  - 「新装版」 朝日新聞出版、2008年1月21日発売[78]、ISBN 978-4-02-213818-7
  - 朝日ソノラマ編集部によるデータベース・考察など交えた読本。
- 『吸血鬼ハンター“D”―天野喜孝画集』 朝日ソノラマ、2000年9月初版発行、ISBN 4-257-03606-0
  - 天野喜孝による挿絵イメージ画などの画集（ソフトカバー）。菊地秀行による外伝も収録。

## OVA
『吸血鬼ハンター“D”』は、吸血鬼ハンターDシリーズの第1作をベースとした作品。1985年にエピック・ソニーよりビデオが発売され、同時に劇場公開もされている。アメリカではヒットした。当時26歳の小室哲哉が初めて映画音楽を担当した作品でもあり、エピック・ソニーよりサウンドトラックがリリースされ、主題歌をブレイク前であったTM NETWORKが歌っている。
丸山茂雄は「アニメをビジネスにする」という感性とノウハウが最初からなかったため、「TM・小室の音楽性をプロモーションすること」前提で企画を立てた。本作に参加した制作会社が後にソニー・ピクチャーズ エンタテインメント（SPEJ）の一部を間借りする形で「株式会社SPE・ミュージックパブリッシング」（→現アニプレックス）となり、本作のノウハウが生かされることとなる。

### ストーリー
西暦12090年、辺境の町の一帯を支配する「貴族」リィ伯爵に血を吸われた少女ドリスは、吸血鬼ハンターの“D”を雇い入れた。リィ伯爵はドリスを己の妻に迎え入れようとするが、彼の娘ラミーカからは反対されていた。
異形の強盗団の頭目であり不死を目論む麗銀星は、リィ伯爵に雇われる。彼は吸血鬼にとっては危険な「時だましの香」をDに使うも、偽物だったため、返り討ちに遭う。そして、麗銀星は本物の「時だましの香」をDに使って死に至らせ、ドリスをさらう。
ところが、麗銀星の仕事はリィ伯爵にとって納得のいかないところがあったことから、報酬である「永遠の命」を受け取れず、契約を反故にされてしまう。怒った麗銀星は、リィ伯爵とドリスの結婚式を襲うが、返り討ちに遭って死亡する。一方、殺された筈のDはその左手に宿る人面疽によって復活を遂げる。

### キャスト
- D - 塩沢兼人[80]
- ドリス・ラン - 富沢美智江[80]
- ダン・ラン - 戸田恵子[80]
- マグナス・リィ伯爵 - 加藤精三[80]
- ラミーカ・リィ - 木藤聡子[81]
- 麗銀星 - 曽我部和恭[80]
- グレコ・ローマン - 屋良有作[80]
- ピーター・フェリンゴ - 清川元夢[80]
- ミドウィッチの蛇女 - 弥永和子[80]、榊原良子[80]
- ローマン村長 - 村松康雄[80]
- ルーク・ダントン - 徳丸完[80]
- オレイリー - 田中和実[80]
- ギムレット - 小滝進[80]
- Dの左手、ナレーション - 永井一郎[80]

### スタッフ
- 原作 - 菊地秀行[80]
- 監督 - 芦田豊雄[80]
- 脚本 - 平野靖士[80]
- 製作 - 佐藤俊彦
- プロデューサー - 肥田光久[80]、加藤博[80]、長崎行男[80]
- キャラクターデザイン - 天野喜孝[80]
- アニメキャラクター・デザイン - 山内則康・いんどり小屋[80]
- 撮影監督 - 鳥越一志[80]、杉山幸夫[80]
- 美術監督 - 松平聡[80]
- 音響監督 - 松浦典良
- 作画監督 - 松下浩美[80]
- 音楽 - 小室哲哉『VAMPIRE HUNTER “D”』サウンドトラック
- 音楽プロデューサー - 小坂洋二、山口三平
- 主題歌 - 「YOUR SONG (“D”Mix)」TM NETWORK[80]
- 制作 - 葦プロダクション[80]
- 制作協力 - スタジオライブ[80]

## 映画
『バンパイアハンターD』は、 1999年末以降にVampire Hunter D: Bloodlustの題でアメリカ合衆国にて先行公開され、日本では2001年4月に、音声は英語のまま日本語字幕をつけて劇場公開された。DVDソフト化の際は、英語版の他に日本語吹き替え版も発売されている。
本作はシリーズ第3作「D-妖殺行」を原作としているが、一部キャラクターの造形や終盤の展開などに差異がある。

## オーディオドラマ
原作シリーズからオリジナルドラマを収録。ソノラマカセット文庫より発売されたカセットブックは絶版となったが、2005年7月19日にCD-BOXとして復刻された。
- 吸血鬼ハンター 風立ちてD（1987年12月17日）
- 吸血鬼ハンター D-妖殺行（1988年6月24日）
- 吸血鬼ハンター D-北海魔行1 北の海へ（1990年3月30日）
- 吸血鬼ハンター D-北海魔行2 やがて、夏（1990年5月30日）
- 吸血鬼ハンター D-北海魔行3 冬来たりなば（1990年6月30日）
- オーディオドラマCD BOX 吸血鬼ハンターD オーディオドラマコレクション 朝日ソノラマ ISBN 4257037148

### キャスト（オーディオドラマ）
- D - 塩沢兼人
- 左手 - 永井一郎

吸血鬼ハンター 風立ちて”D”
- リナ - 富沢美智恵
- マイヤー - 小林通孝
- ヘイグ - 塩屋浩三
- ナレーション - 池水通洋
- 声 - 郷里大輔

吸血鬼ハンター D-妖殺行
- ボルゴフ - 屋良有作
- グローブ - 堀内賢雄
- レイラ - 荘真由美
- カロリーヌ - 伊倉一恵
- マシラ - 郷里大輔
- マイエルリンク - 田中秀幸
- マイエルリンクの恋人 - 丸尾知子
- 村の長老 - 幹本雄之

吸血鬼ハンター D-北海魔行
- ウーリン、スーイン - 松井菜桜子
- トト - 鈴置洋孝
- クロロック教授 - 緒方賢一
- ギリガン - 銀河万丈
- エグベルト - 佐藤正治
- サモン - 折笠愛
- シン - 塩屋浩三
- 暁鬼 - 堀内賢雄
- ツイン - 小野健一
- グレン - 速水奨
- 母 - 西宏子
- 貴族 - 松本保典
- 子供 - 真柴摩利、こおろぎさとみ、後藤あけみ

### スタッフ（オーディオドラマ）
- 原作 - 菊地秀行
- 脚本 - 渡辺麻実（吸血鬼ハンター 風立ちてD）、会川昇
- 音楽 - 伊藤信雄